# Canal Lynn
Pour les articles homonymes, voir Lynn.
Le canal Lynn est un fjord du sud-est de l'Alaska aux États-Unis.

## Description
Il s'étend sur 90 milles (145 km) de l'estuaire de la rivière Chilkat au sud du détroit de Chatham jusqu'au passage Stephens. Il fait 2 000 pieds (610 m) de profondeur, c'est le fjord le plus profond d'Amérique du Nord, sans doute un des plus profonds et des plus larges du monde.
Il a été exploré par Joseph Whidbey en 1794 et nommé par George Vancouver en souvenir de son lieu de naissance, King's Lynn dans le comté de Norfolk en Angleterre.

## Histoire et transports

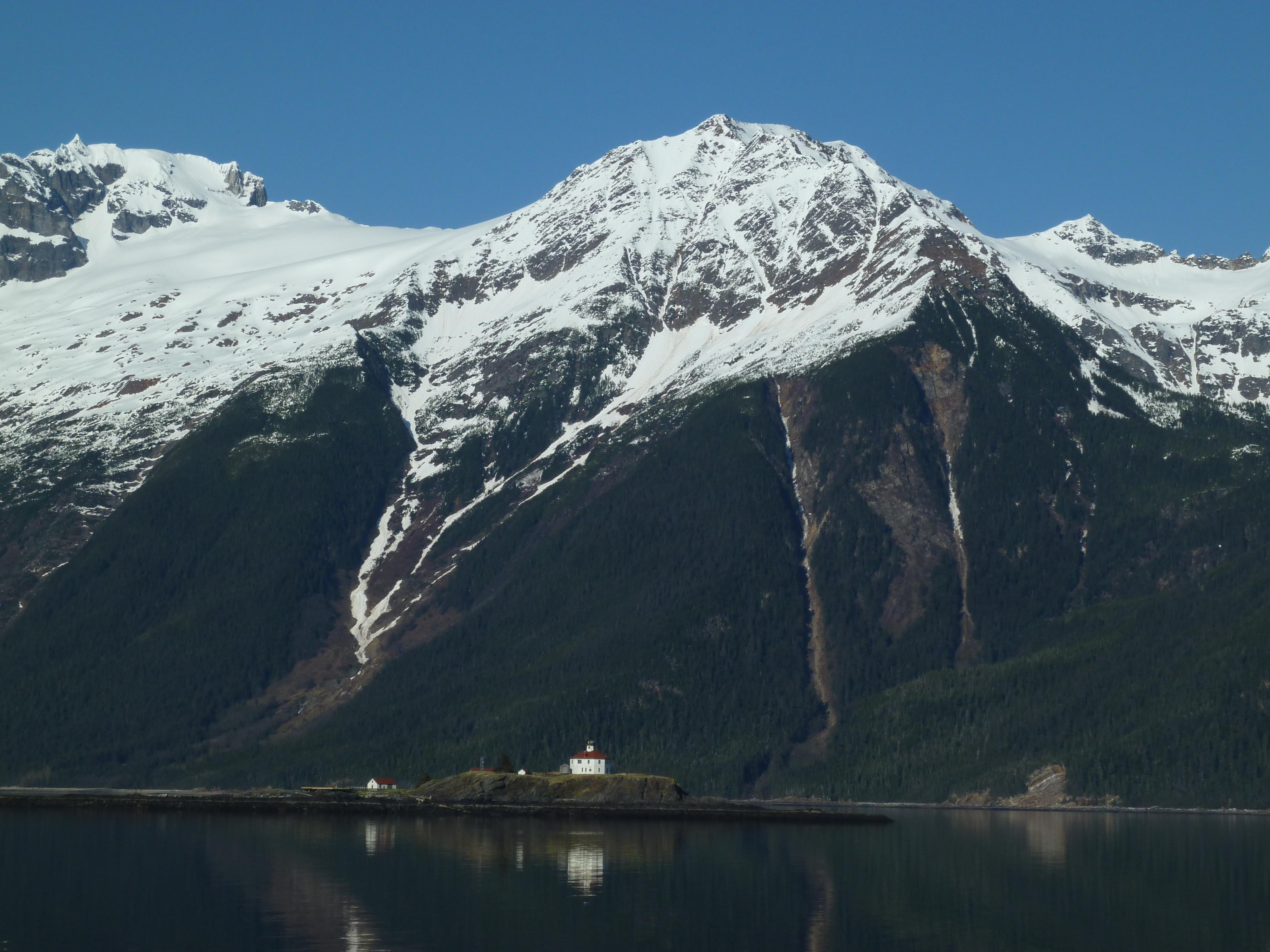
Lynn Canal

Le canal Lynn est une importante voie de pénétration maritime vers l'intérieur des terres, puisqu'il permet de relier Skagway et Haines à Juneau et au restant du Passage Intérieur. C'est donc une route majeure pour les bateaux de transport et de croisière.
Pendant la Ruée vers l'or du Klondike, il a été à l'origine de l'expansion des villes comme Skagway et Dyea, en servant de passage vers les zones de prospection du Klondike. C'est aussi là qu'a eu lieu, en octobre 1918, le naufrage du navire à vapeur Pincess Sophia qui a sombré sur le récif Vanderbilt entraînant la mort des 343 passagers et membres de l'équipage.
Après la ruée vers l'or et la création de la White Pass and Yukon Route, les marchandises furent transportées par voie ferroviaire vers Skagway dont le port en eau profonde pouvait accueillir les navires, qui les acheminaient ailleurs par le canal. Toutefois, entre 1970 et 1980, les transports miniers se sont raréfiés, et actuellement, il y a très peu de navires marchands qui empruntent cette voie.
La majeure partie du trafic est assurée par les ferries de  l'Alaska Marine Highway qui partent de Skagway pour rejoindre le reste de l'état d'Alaska.
Étant très fréquenté, l'United States Coast Guard y a érigé de nombreux phares durant le vingtième siècle, comme le phare d'Eldred Rock, le phare de l'île Sentinel, ou le Phare de la pointe Sherman.

## Controverse historique
Le canal Lynn a été à l'origine d'une controverse entre la Colombie-Britannique et l'Alaska pour savoir auquel des deux territoires il appartenait. Le canal étant la principale voie d'accès au Yukon où de l'or avait été découvert en 1886. Finalement, un accord a été conclu entre les Anglais et les États-Unis en 1903 stipulant que le canal faisait partie de l'Alaska, et non de la Colombie-Britannique.

## Sources et références
- (en) « Canal Lynn », Geographic Names Information System

- (en) Cet article est partiellement ou en totalité issu de l’article de Wikipédia en anglais intitulé « Lynn Canal » (voir la liste des auteurs).